# إدارة ليمبيرا
إدارة ليمبيرا (بالإنجليزية: Lempira Department) هي إدارة في هندوراس، بلغ عدد سكانها 121٬179 نسمة، في 2013، عاصمتها غراسياس، هندوراس، تبلغ مساحتها 4٬234٫0 كيلومتر مربع.